# Porte de Montreuil
La porte de Montreuil est l'une des dix-sept portes percées dans l'enceinte de Thiers au milieu du XIXe siècle pour protéger Paris, en France.

## Situation et accès

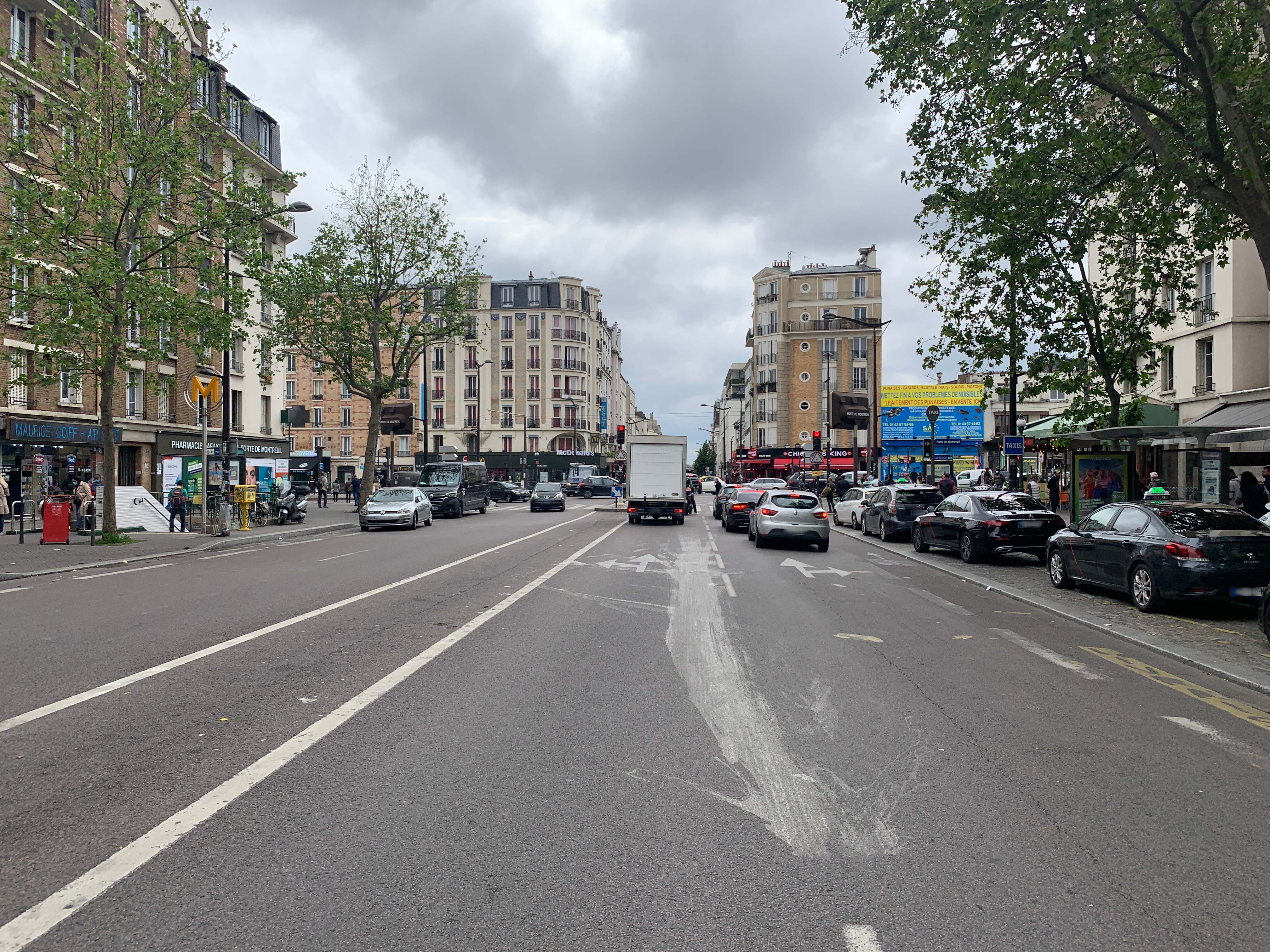
La porte de Montreuil vue depuis l'avenue de la Porte-de-Montreuil.

Elle sépare le 20e arrondissement de Paris de la ville de Montreuil au niveau de la place de la Porte-de-Montreuil.
Elle est desservie par le boulevard périphérique et les boulevards des Maréchaux.
La porte de Montreuil est desservie depuis 1933 par la ligne de 9 à la station Porte de Montreuil et depuis le 15 décembre 2012 par la ligne 3b du tramway d'Île-de-France.

## Historique
Cette enceinte, détruite après la Première Guerre mondiale, bénéficiait d'un espace inconstructible, la Zone, qui a été urbanisé dans l'entre-deux-guerres, notamment par la construction des habitations à bon marché de la Ville de Paris.

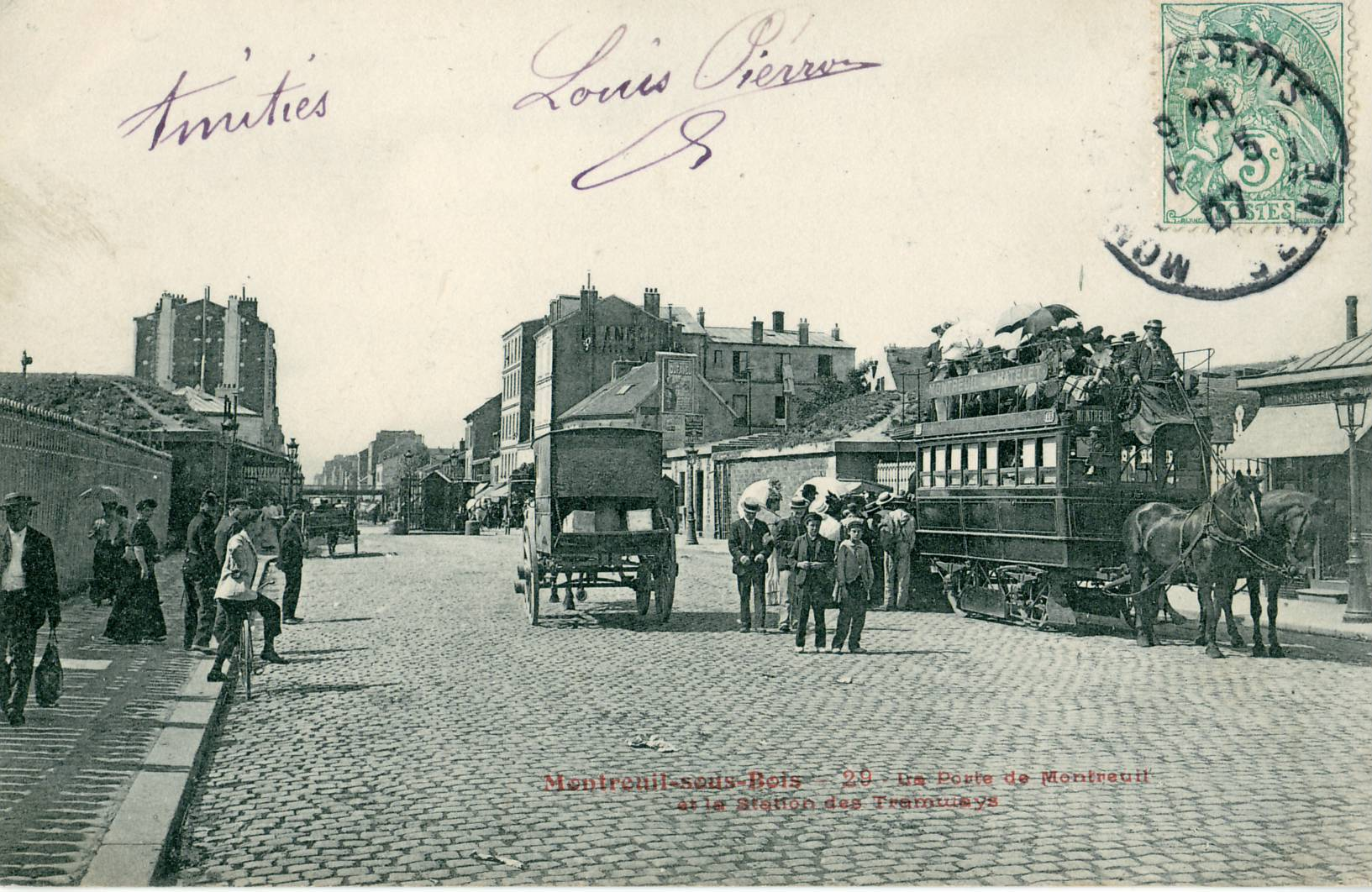
Avant la mise en service du métro, la porte de Montreuil était desservie par des transports publics plus lents, moins confortables et de capacité limitée. On voit ici un omnibus pour la place du Châtelet (photo d"avant 1907).
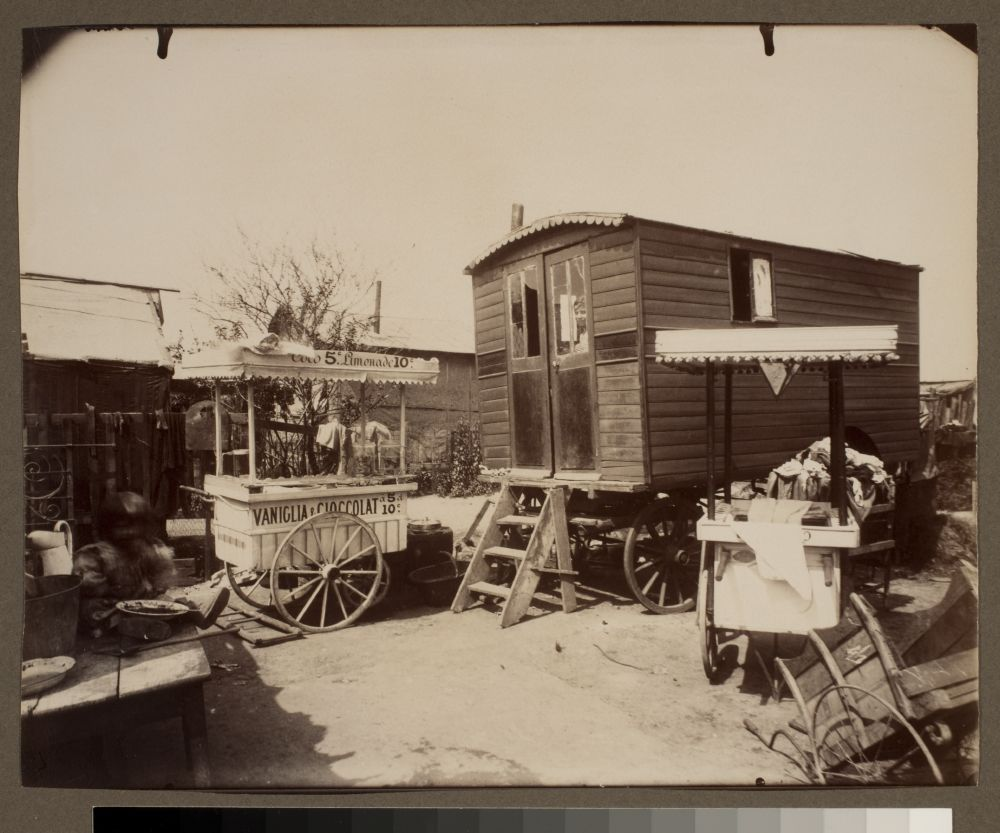
Porte de Montreui, zone des fortifications (1913).

Dans ce secteur paupérisé — le collège Jean-Perrin est l'établissement parisien abritant le plus grand nombre d'élèves issus de milieux défavorisés —, un projet présenté en décembre 2017 prévoit de modifier fortement l'aménagement de la porte, notamment en supprimant le trou central de 84 mètres (recouvert par une structure légère) entre les voies routières pour y installer une esplanade végétalisée d'environ 100 mètres sur 200. Cette requalification vise à atténuer la rupture du périphérique pour retisser des liens entre Paris et les communes limitrophes. Entre le périphérique et le boulevard des Maréchaux, des équipements sportifs en déshérence et beaucoup de délaissés urbains doivent être requalifiés. Les puces  occuperaient le rez-de-chaussée d'un immeuble.
Les 60 000 m2 de nouveaux bâtiments de bureaux, prévus en 2021, sont réduits de moitié dans le projet final de 2023.

## Bâtiments remarquables et lieux de mémoire
La porte de Montreuil est aussi le siège d'un marché aux puces, les puces de Montreuil qui attire 200 000 visiteurs chaque week-end.